# Accucraft
アキュクラフト・トレインズ(Accucraft Trains Company) は、ライブスチーム、電動鉄道模型を生産、販売しているアメリカ合衆国の企業。生産は中国で行っている。
1994年、カリフォルニア州マウンテンビューで創業した。歴史は比較的新しい。
主に、1番ゲージ、Gゲージ（2番ゲージナロー）の鉄道模型を生産している。
同社の開発した小型機関車Rubbyは手軽な為、世界中で愛用されている。
ビッグボーイやデイライト等米国型だけでなく、英国型も生産している。
- K-28 D&RGW (en)
- GS-4（デイライト）
- D&RGW C-19 2-8-0